# Jan Eijldert van Julsingha

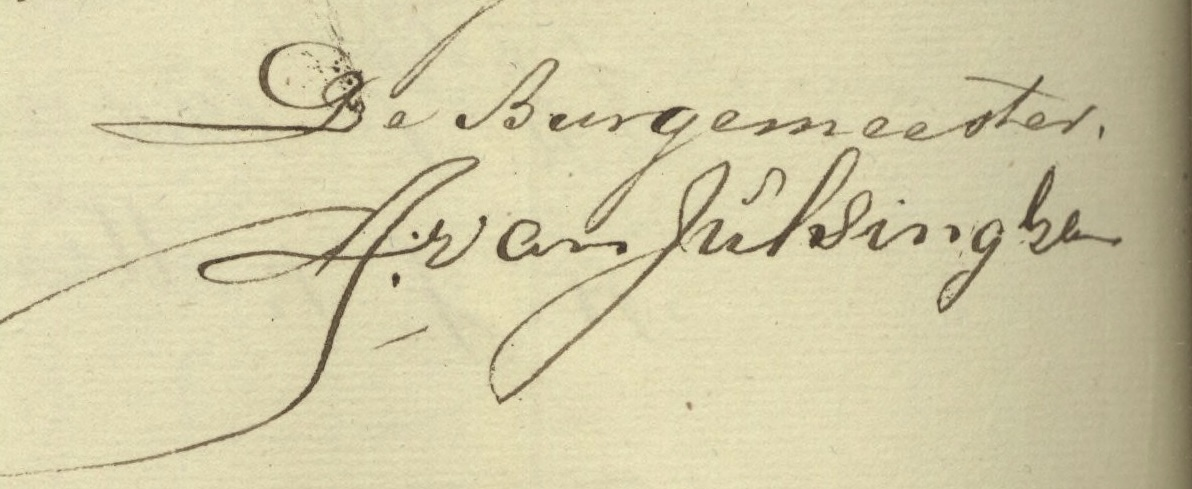
Handtekening van burgemeester J. van Julsingha van Leens, geboorteregistratie van 1842

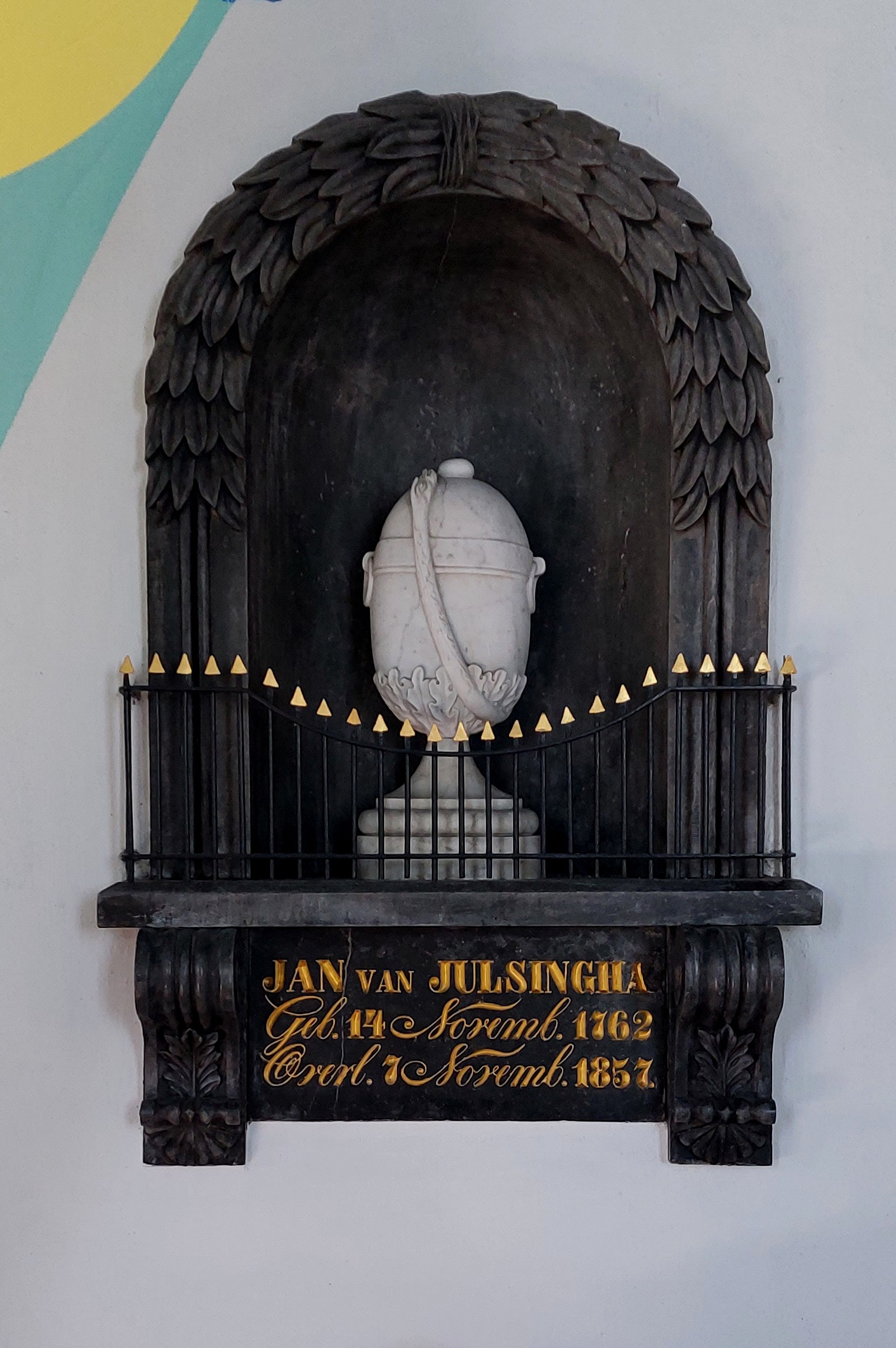
Epitaaf in de kerk van Wehe, ter nagedachtenis aan Jan van Julsingha

Jan Eijldert van Julsingha (Schildwolde, gedoopt 14 november 1762 - Wehe, 7 november 1857) was een Nederlands bestuurder. Hij was van 1811 tot 1829 de eerste burgemeester van Leens, waarna van 1839 tot 1850 een tweede termijn in de gemeente volgde.   
Eind achttiende eeuw woonde Van Julsingha in het veerhuis De Rode Haan aan het Reitdiep, op de plek van het huidige Roodehaan. Hij bediende hier het veer en had de beschikking over een roeiboot voor personenvervoer en een schouw voor zware vracht of grotere aantallen personen. Daarnaast was Van Julsingha actief in de veehandel. In 1804 verkochten  hij en zijn vrouw het huis en de bijhorende landerijen en vertrokken naar Leens, alwaar ze een boerderij met 48 jukken land kochten. Van Julsingha was al secretaris van de gemeente voordat hij tot burgemeester benoemd werd.        
In de voormalige Hervormde kerk van Wehe is een epitaaf met een marmeren vaas te vinden, ter nagedachtenis aan Jan van Julsingha. Hij en zijn vrouw liggen naast de kerk begraven in een dubbel graf. Zijn kleinzoon Jan van Julsingha, achterkleinzoon Lubbertus Hendericus van Julsingha en achterachterkleinzoon Jaap van Julsingha werden allen ook burgemeester, respectievelijk van Ulrum (1891-1915), Delfzijl (1937-1952) en Vledder (1965-1977).